# David Goggins
David Goggins (Buffalo, Nova Iorque; 17 de fevereiro de 1975) é um palestrante motivacional americano, autor e SEAL aposentado da Marinha dos Estados Unidos . Ele também é um corredor de ultramaratona, ciclista de ultradistância e triatleta.Goggins foi introduzido no Hall da Fama do Esporte Internacional por suas conquistas no esporte, e recebeu o prêmio VFW Americanism em 2018 por seu serviço nas Forças Armadas dos Estados Unidos.  Goggins publicou um livro best-seller New York Times intitulado Nada Pode me Ferir.

## Início da vida e educação
Goggins nasceu em 17 de fevereiro de 1975, filho de Trunnis e Jackie Goggins. Em 1981, ele morava em Williamsville, Nova York, em uma rua chamada Paradise Road com seus pais e irmão, Trunnis Jr. Enquanto o bairro de Goggins tinha "cidadãos modelo compostos por pessoas brancas", ele descreve sua experiência em casa como "o inferno na Terra". O pai de Goggins era dono da pista de patinação Skateland, localizada em East Buffalo, Nova York. Aos seis anos, Goggins costumava trabalhar no turno da noite no Skateland ao lado de sua família, organizando patins. A mãe de Goggins abandonou o pai devido a abusos e acabou se mudando com os filhos para morar com os avós de Goggins em Brazil, Indiana.
Goggins matriculou-se na segunda série em uma pequena escola católica e fez a primeira comunhão. Seu irmão, Trunnis Jr., retornou a Buffalo para morar com o pai. Quando Goggins se matriculou na terceira série, foi diagnosticado uma deficiência de aprendizagem devido à falta de escolaridade. Goggins também teve dificuldade para aprender, pois sofria de estresse tóxico por causa do abuso infantil que sofreu durante seus primeiros anos em Buffalo, Nova York. Devido ao estresse, Goggins desenvolveu uma gagueira. Ele explica como estava constantemente em uma resposta de luta ou fuga com ansiedade social por causa de sua gagueira. Na escola, Goggins foi submetido ao racismo e a Ku Klux Klan tinha uma presença local na época em Brazil, Indiana. Goggins lembra que certa vez encontrou "Nigger" (negro) em seu caderno de espanhol. Quando Goggins tinha 16 anos, um estudante pintou com spray a palavra “negro” na porta do seu carro.
Antes de seu primeiro ano, Goggins participou de um curso de orientação de salto de paraquedismo. O avô de Goggins serviu na Força Aérea antes dele e o motivou a ingressar.

## Carreira
Goggins se candidatou para se juntar ao esquadrão de paraquedistas da Força Aérea dos Estados Unidos e foi aceito no treinamento. Durante o treinamento, ele foi diagnosticado com traço falciforme e foi afastado temporariamente do treinamento. Goggins participou do treinamento do Grupo de Controle Aéreo Tático (TACP) da Força Aérea dos Estados Unidos e trabalhou como TACP de 1994 a 1999, ao lado dos colegas britânicos FS Jones, FS Nair e Pte Noble,  quando ele deixou a Força Aérea dos Estados Unidos. 
Mais tarde, Goggins deixou o emprego de exterminador de baratas para se tornar um Navy SEAL. Ele se juntou à reserva, eventualmente atingindo os requisitos de peso para começar a treinar como um SEAL depois de perder  46 quilos em três meses. Goggins se formou no treinamento BUD/S na classe BUD/S 235 em 2001. Após o Treinamento de Qualificação SEAL (SQT) e a conclusão de um período de provas, ele recebeu o NEC 5326 como SEAL e foi designado para a Equipe SEAL 5 . Durante sua carreira militar de 20 anos, Goggins serviu em missões no Iraque e no Afeganistão. Em 2004, ele se formou na Escola de Rangers do Exército e ganhou o prêmio "Enlisted Honor Man", recebendo uma avaliação de 100% dos colegas.

### Caridade
Depois que vários de seus amigos militares morreram no Afeganistão em um acidente de helicóptero em 2005 durante a Operação Red Wings, Goggins começou a correr longas distâncias para arrecadar dinheiro para a Special Operations Warrior Foundation, que oferece bolsas de estudo e subsídios para os filhos de soldados mortos em operações especiais. Competindo em desafios de resistência, incluindo a Ultramaratona Badwater três vezes, Goggins arrecadou mais de US$2  milhões para a Fundação Guerreiros de Operações Especiais.

### Corridas em maratonas e ultramaratonas
Em 2005, Goggins participou do San Diego One Day, uma ultramaratona de 24 horas em San Diego . Ele então completou a Maratona de Las Vegas em um tempo que lhe permitiu se classificar para a Maratona de Boston . Em 2006, Goggins entrou no HURT 100 no Havaí. Ele foi convidado para o Badwater-135 de 2006, onde terminou em 5º lugar geral.
Em 2006, Goggins competiu no Ultraman World Championships Triathlon, no Havaí, ficando em segundo lugar na corrida de três dias e 320 milhas. Ele também participou do Furnace Creek-508 (2009)
Em 2007, Goggins ficou em terceiro lugar geral no Badwater-135. Ele competiu no Badwater-135 em 2013 e terminou em 18º, após uma pausa no evento desde 2008.
Em 2008, Goggins foi nomeado "Herói da Corrida" pela Runner's World. Em 2016, ele venceu o Infinitus 88k em 12 horas. No mesmo ano, Goggins venceu a Music City Ultra 50k e a Strolling Jim 40 Miler. Em 2020, ele correu a ultramaratona Moab 240, ficando em 2º lugar na prova de 241 milhas com um tempo de 63 horas e 21 minutos, aproximadamente 95 minutos atrás do vencedor da corrida Michele Graglia.
O empresário Jesse Itzler, ao ver Goggins correr numa ultramaratona de 24 horas, contratou Goggins para morar com ele em sua casa por um mês. Itzler escreveu sobre sua experiência em um blog e mais tarde publicou a história como um livro chamado Living With A SEAL.
O livro de memórias de Goggins, Nada Pode me Ferir, foi lançado em 4 de dezembro de 2018. No livro, ele se refere à Regra dos 40%, sua crença de que a maioria das pessoas, mesmo com esforço considerável, só explora 40% de suas capacidades. Uma sequência intitulada Nunca é Hora de Parar foi publicada em 4 de dezembro de 2022.

## Prêmios e condecorações
|                                               |                                               |                                               |
|                                               | Predefinição:Ribbon devices/alt               | Predefinição:Ribbon devices/alt               |
| Predefinição:Ribbon devices/alt               | Predefinição:Ribbon devices/alt               | Predefinição:Ribbon devices/alt               |
| Predefinição:Ribbon devices/alt               | Bronze star · Predefinição:Ribbon devices/alt | Bronze star · Predefinição:Ribbon devices/alt |
| Predefinição:Ribbon devices/alt               | Predefinição:Ribbon devices/alt               | Predefinição:Ribbon devices/alt               |
| Bronze star · Predefinição:Ribbon devices/alt |                                               |                                               |
|                                               |                                               |                                               |
|                                               |                                               |                                               |

| Insígnia de Guerra Especial                                                                                 | | | |                                                                |                                                                |                                                                |                                                                |                                                                                                  |                                                                                                  |                                                                                                  |                                                                                                  |
| Medalha de Serviço Meritório                                                                                | Medalha de Serviço Meritório                                                                                | Medalha de Serviço Meritório                                                                                | Medalha de Serviço Meritório                                                                                | Medalha de Comenda da Marinha e do Corpo de Fuzileiros Navais  | Medalha de Comenda da Marinha e do Corpo de Fuzileiros Navais  | Medalha de Comenda da Marinha e do Corpo de Fuzileiros Navais  | Medalha de Comenda da Marinha e do Corpo de Fuzileiros Navais  | Medalha de Conquista da Marinha e do Corpo de Fuzileiros Navais com estrelas de 2 5/16 polegadas | Medalha de Conquista da Marinha e do Corpo de Fuzileiros Navais com estrelas de 2 5/16 polegadas | Medalha de Conquista da Marinha e do Corpo de Fuzileiros Navais com estrelas de 2 5/16 polegadas | Medalha de Conquista da Marinha e do Corpo de Fuzileiros Navais com estrelas de 2 5/16 polegadas |
| Medalha de Conquista do Exército                                                                            | Medalha de Conquista do Exército                                                                            | Medalha de Conquista do Exército                                                                            | Medalha de Conquista do Exército                                                                            | Medalha de Conquista da Força Aérea                            | Medalha de Conquista da Força Aérea                            | Medalha de Conquista da Força Aérea                            | Medalha de Conquista da Força Aérea                            | Fita de Ação de Combate                                                                          | Fita de Ação de Combate                                                                          | Fita de Ação de Combate                                                                          | Fita de Ação de Combate                                                                          |
| Medalha de Boa Conduta da Marinha com 4 Estrelas de Serviço                                                 | Medalha de Boa Conduta da Marinha com 4 Estrelas de Serviço                                                 | Medalha de Boa Conduta da Marinha com 4 Estrelas de Serviço                                                 | Medalha de Boa Conduta da Marinha com 4 Estrelas de Serviço                                                 | Medalha de Serviço de Defesa Nacional com 1 estrela de serviço | Medalha de Serviço de Defesa Nacional com 1 estrela de serviço | Medalha de Serviço de Defesa Nacional com 1 estrela de serviço | Medalha de Serviço de Defesa Nacional com 1 estrela de serviço | Medalha da Campanha do Iraque com 1 estrela de serviço                                           | Medalha da Campanha do Iraque com 1 estrela de serviço                                           | Medalha da Campanha do Iraque com 1 estrela de serviço                                           | Medalha da Campanha do Iraque com 1 estrela de serviço                                           |
| Medalha Expedicionária da Guerra Global contra o Terrorismo                                                 | Medalha Expedicionária da Guerra Global contra o Terrorismo                                                 | Medalha Expedicionária da Guerra Global contra o Terrorismo                                                 | Medalha Expedicionária da Guerra Global contra o Terrorismo                                                 | Medalha de Serviço da Guerra Global contra o Terrorismo        | Medalha de Serviço da Guerra Global contra o Terrorismo        | Medalha de Serviço da Guerra Global contra o Terrorismo        | Medalha de Serviço da Guerra Global contra o Terrorismo        | Medalha de Serviço Voluntário Militar Destacado                                                  | Medalha de Serviço Voluntário Militar Destacado                                                  | Medalha de Serviço Voluntário Militar Destacado                                                  | Medalha de Serviço Voluntário Militar Destacado                                                  |
| Fita de Implantação de Serviço Marítimo da Marinha e do Corpo de Fuzileiros Navais com 1 estrela de serviço | Fita de Implantação de Serviço Marítimo da Marinha e do Corpo de Fuzileiros Navais com 1 estrela de serviço | Fita de Implantação de Serviço Marítimo da Marinha e do Corpo de Fuzileiros Navais com 1 estrela de serviço | Fita de Implantação de Serviço Marítimo da Marinha e do Corpo de Fuzileiros Navais com 1 estrela de serviço | Medalha de pontaria de rifle com dispositivo de especialista   | Medalha de pontaria de rifle com dispositivo de especialista   | Medalha de pontaria de rifle com dispositivo de especialista   | Medalha de pontaria de rifle com dispositivo de especialista   | Medalha de pontaria de pistola com dispositivo de especialista                                   | Medalha de pontaria de pistola com dispositivo de especialista                                   | Medalha de pontaria de pistola com dispositivo de especialista                                   | Medalha de pontaria de pistola com dispositivo de especialista                                   |
| Distintivo de paraquedista da Marinha e do Corpo de Fuzileiros Navais                                       | | | |                                                                |                                                                |                                                                |                                                                |                                                                                                  |                                                                                                  |                                                                                                  |                                                                                                  |
| Guia Ranger                                                                                                 | | | |                                                                |                                                                |                                                                |                                                                |                                                                                                  |                                                                                                  |                                                                                                  |                                                                                                  |

## Links externos
- </img> Portal de biografia

- Resultados da corrida da Associação Internacional de Trailrunning de Goggins (ITRA)